# Ficus heterophylla
Ficus heterophylla är en mullbärsväxtart som beskrevs av Carl von Linné d.y.. Ficus heterophylla ingår i släktet fikonsläktet, och familjen mullbärsväxter. Inga underarter finns listade i Catalogue of Life.

## Bildgalleri

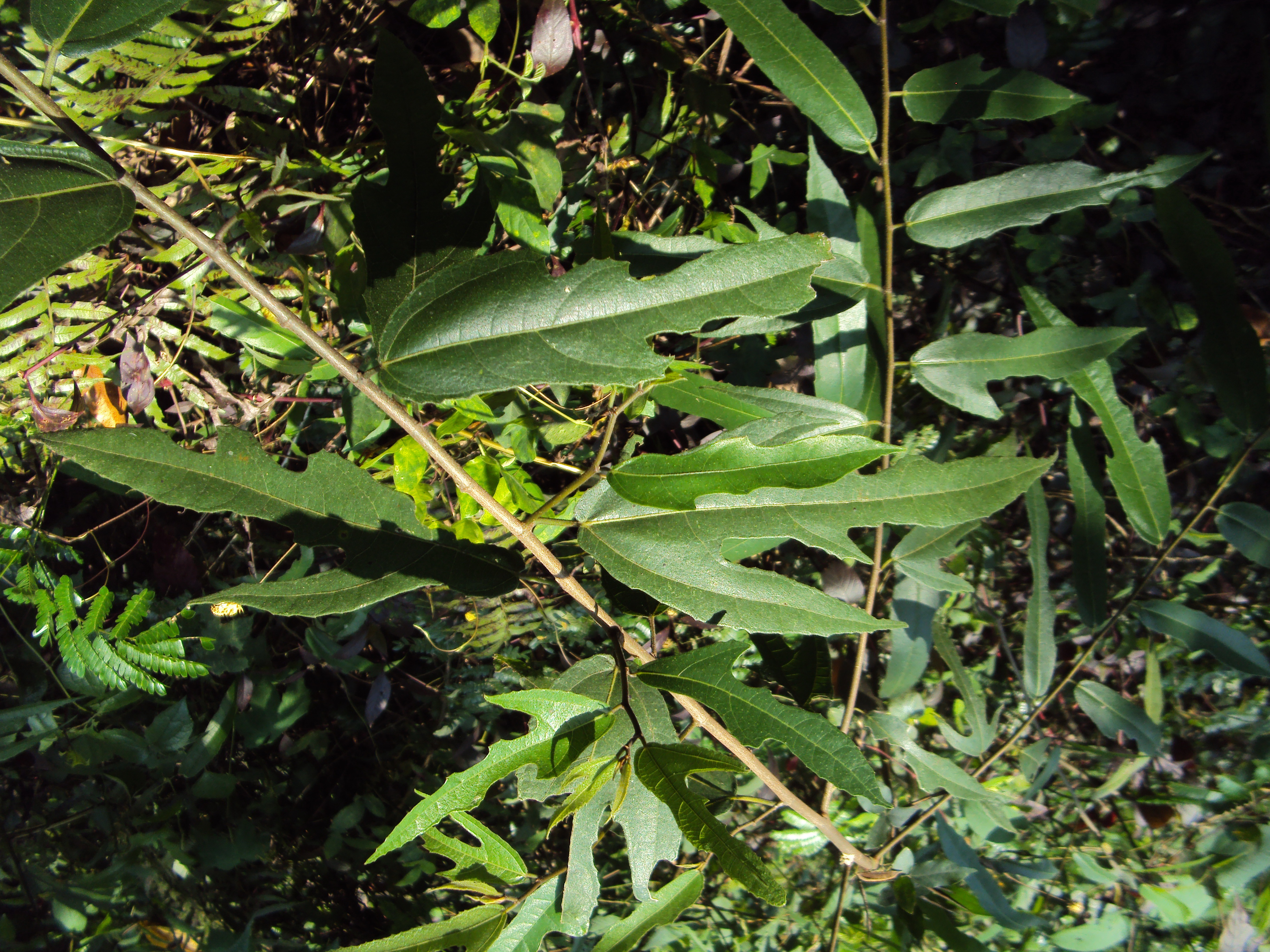
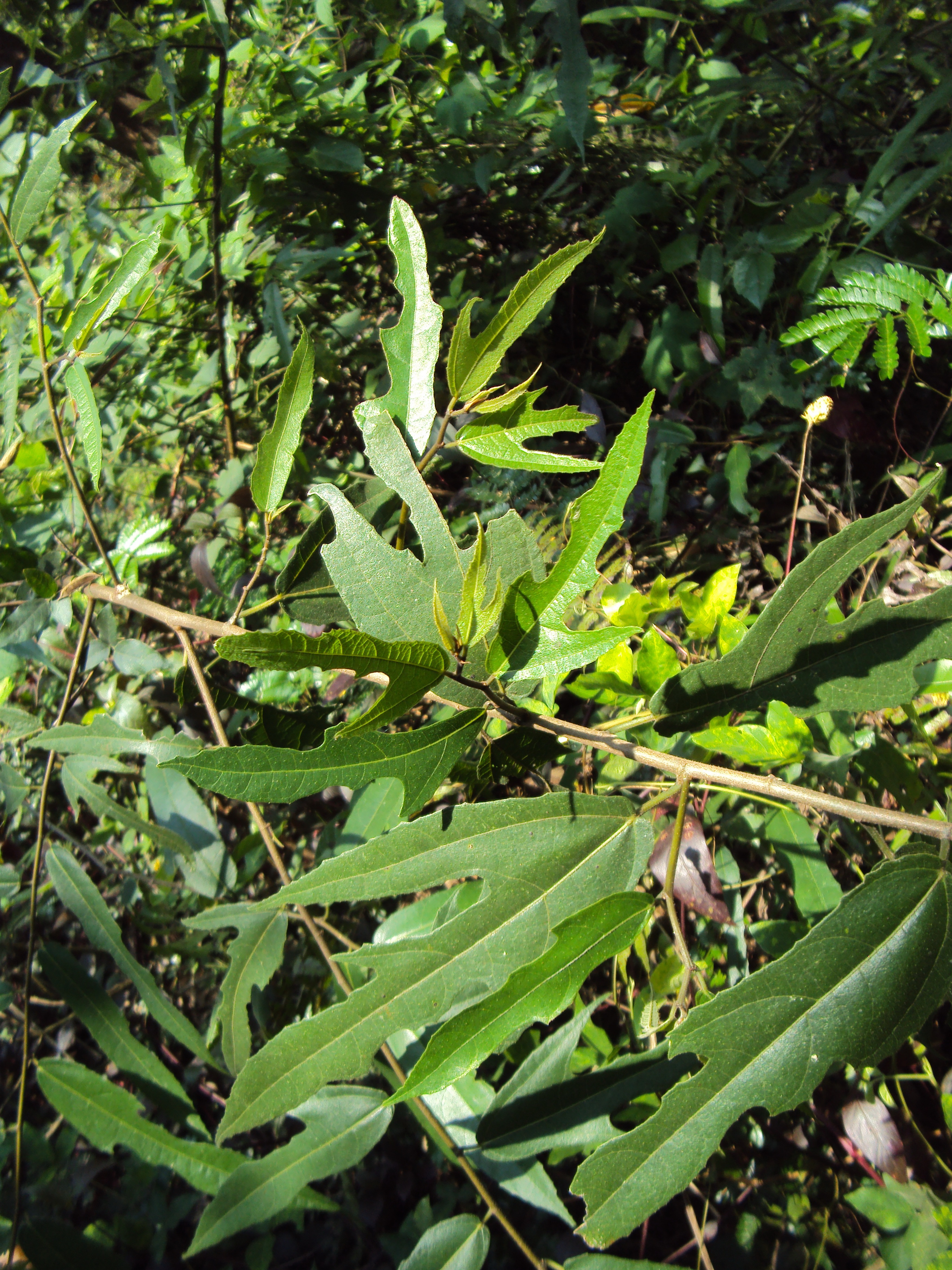
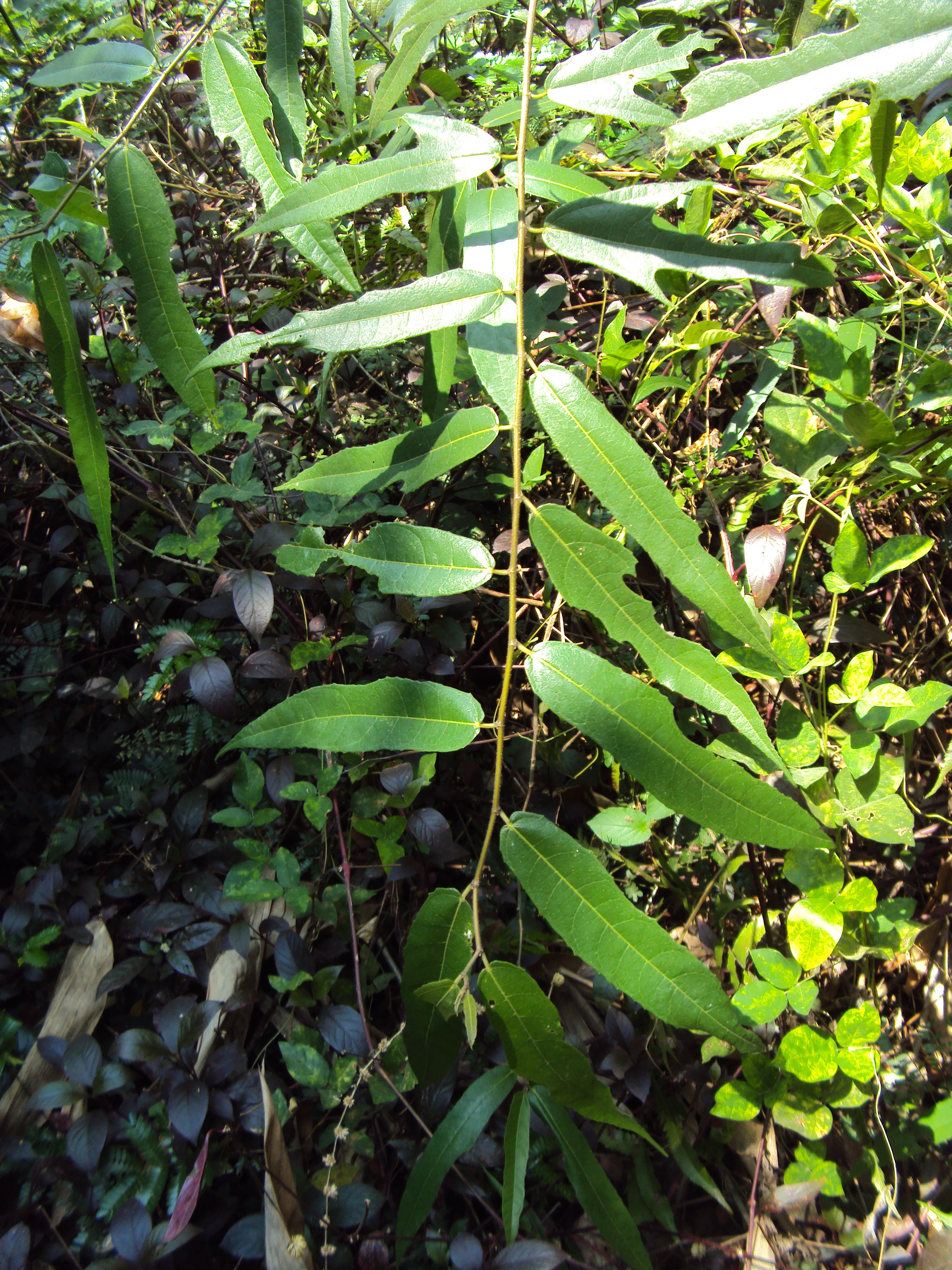
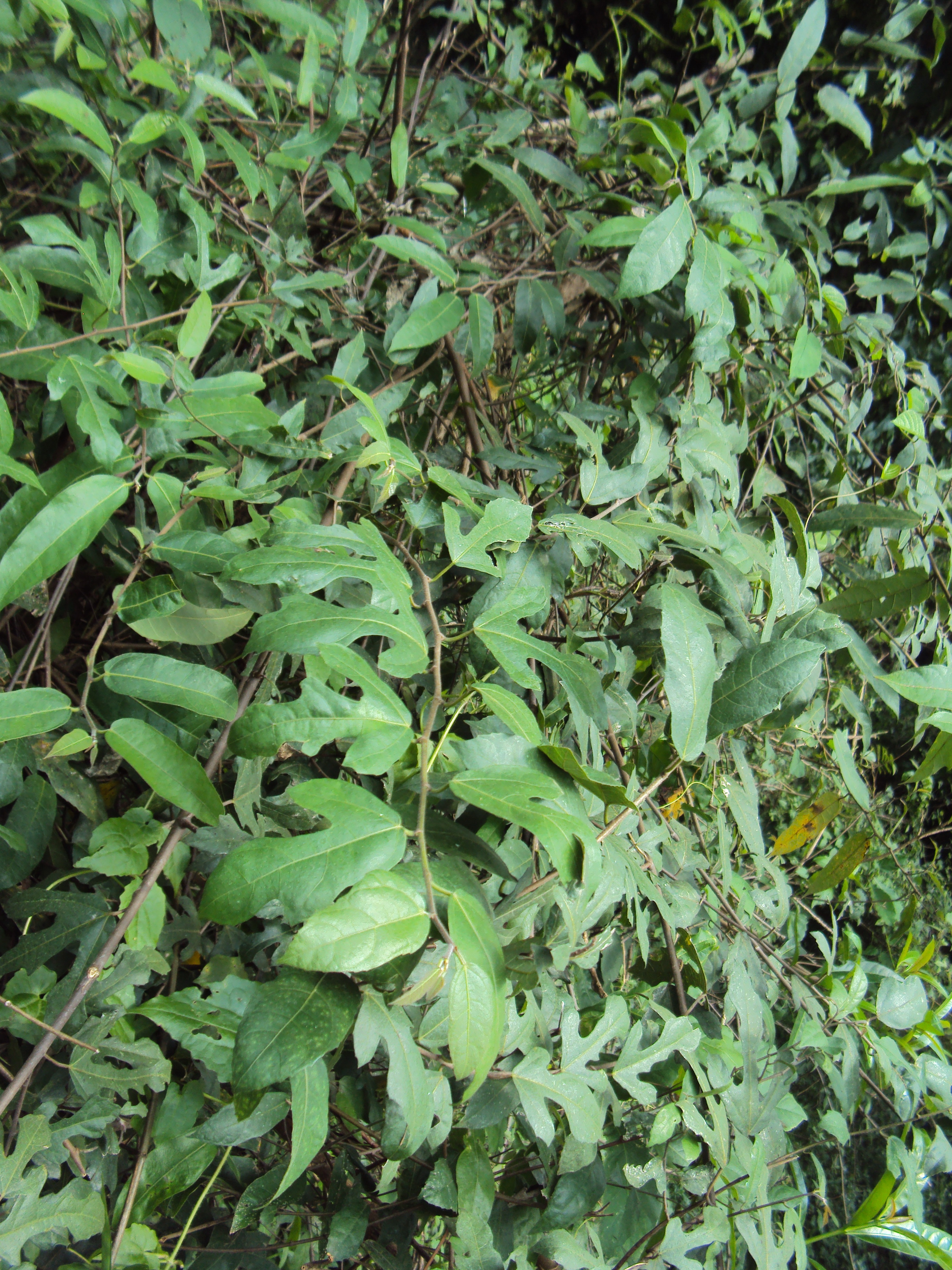